# حشر بن مكتوم آل مكتوم
حشر بن مكتوم بن بطي آل مكتوم، كان الحاكم الرابع لدبي، تولى الحكم لمدة 27 سنة تقريبا (من 1859م حتى 22 نوفمبر 1886) خلفًا لعمه سعيد بن بطي آل مكتوم، الذي توفي بشكل مفاجئ. كان حازماً في الالتزام بالمعاهدات التي وقّعها مع مختلف الأطراف. والدته هي الشيخة موزة بنت دلموك بن سعيد بن راشد بن شرارة الفلاسي.

## حياته
كان حشر لا يزال شاباً وقت توليه الحكم، وحكم فترة من الازدهار الاقتصادي والنمو في دبي. خلقت الهدنة البحرية التي تم التوصل إليها مع البريطانيين بيئة يمكن أن تزدهر فيها التجارة الساحلية، وشملت هذه التجارة مجموعة متنوعة من السلع، بما في ذلك السوق المزدحمة للعبيد الذين يتم جلبهم من أفريقيا وخارجها. وعلى الرغم من أن البريطانيين أقاموا في البداية علاقات تعاهدية مع حكام الساحل المتصالح بنوايا مختلفة، إلا أنهم وجدوا أنفسهم منخرطين بشكل متزايد في شؤون المجتمعات الساحلية. وفي عام 1847، إدراكًا منهم للحاجة إلى معالجة هذه القضية، قاموا بسن معاهدة تهدف إلى الحد من تجارة الرقيق. وفي عام 1847، أصدروا معاهدة قمع تجارة الرقيق، والتي وقعها حشر وحكام الساحل المتصالح الآخرون في عام 1856.